# Incoscienti giovani
Incoscienti giovani è un singolo del cantautore italiano Achille Lauro, pubblicato il 12 febbraio 2025 come secondo estratto dal settimo album in studio Comuni mortali.
Il brano è stato presentato in gara durante la 75ª edizione del Festival di Sanremo, dove si è classificato al settimo posto al termine della manifestazione.

## Antefatti e descrizione
Il brano, scritto dallo stesso cantautore con Davide Simonetta, in arte d.whale, Paolo Antonacci e Simonpietro Manzari, è prodotto da Simonetta, Daniele Nelli, in arte Danien, e Matteo Ciceroni, in arte Gow Tribe. Esso, avendo segnato la quarta partecipazione dell'artista al Festival di Sanremo, è stato descritto in una breve intervista in conferenza stampa:

## Promozione
Dopo la conferma del cantautore tra i big in gara al Festival di Sanremo 2025, annunciata da Carlo Conti al TG1 il 1º dicembre 2024, il titolo del brano è stato rivelato il 18 dicembre nel corso della finale della diciottesima edizione del concorso canoro Sanremo Giovani.

## Video musicale
Il video musicale, diretto da Gabriele "xPuro" Savino, è stato pubblicato in concomitanza all'uscita del brano attraverso il canale YouTube del cantautore. Il video, ispirato al film La dolce vita di Federico Fellini, vede la partecipazione dell'attrice italiana Celeste Dalla Porta ed è stato girato a Roma, in particolare nella fontana di Trevi.

## Formazione
- Achille Lauro – voce
- Davide "d.whale" Simonetta – programmazione, produzione
- Daniele "Danien" Nelli – produzione
- Matteo "Gow Tribe" Ciceroni – produzione

## Tracce
Testi di Lauro De Marinis, Davide Simonetta, Paolo Antonacci e Simonpietro Manzari, musiche di Daniele Nelli, Davide Simonetta, Gregorio Calculli, Matteo Ciceroni e Paolo Antonacci.
1. Incoscienti giovani – 3:24

## Classifiche
| Classifica (2025) | Posizione massima |
| ----------------- | ----------------- |
| Italia            | 3                 |
| Svizzera          | 28                |

## Date di pubblicazione
| Paese  | Data             | Formato/i                    | Etichetta          | Nota   |
| ------ | ---------------- | ---------------------------- | ------------------ | ------ |
| Mondo  | 12 febbraio 2025 | Download digitale, streaming | Warner Music Italy | [ 29 ] |
| Italia | 12 febbraio 2025 | Contemporary hit radio       | Warner Music Italy | [ 5 ]  |
| Italia | 14 febbraio 2025 | 7"                           | Warner Music Italy | [ 30 ] |